# Haszachar (organizacja)
Haszachar lub Ha-Szachar (hebr. הַשַׁחַר) – żydowska, młodzieżowa organizacja syjonistyczna powstała w Warszawie w 1922 lub w 1923 roku. Organizacja stawiała sobie za cel wychowanie młodzieży żydowskiej w duchu wojskowym i przygotowanie ich do walki za państwo żydowskie. Ideologicznie była bliska syjonizmowi rewizjonistycznemu. Ostatecznie w 1929 roku została wchłonięta w struktury Bejtaru w Polsce.

## Historia

### Powstanie i cele
W II Rzeczpospolitej, zanim oficjalnie utworzono Bejtar, funkcjonowało kilka organizacji młodzieżowych sympatyzujących z postulatami głoszonymi przez Włodzimierza Żabotyńskiego. Jedną z nich był Haszachar, który powstał w Warszawie z inicjatywy Jakuba Perelmana i Józefa Rappela w 1922 lub 1923 roku. Wokół Haszacharu skupiła się młodzież chcąca działać w ramach własnej organizacji, niezależnej od popularnej wówczas Ha-Szomer ha-Ca’ir. Celem Haszacharu było „wychowanie moralne i fizyczne młodzieży żydowskiej w duchu wojskowym, aby mogli stanąć – w przyszłości jako obywatele Erec Jisra’el – w obronie naszych świętych praw”. Organizacja został również ułożona na wzór wojskowy. Daniel Heller podaje również, że Perelman promował w ramach organizacji kult wodzowski, podając za wzór Żabotyńskiego i Józefa Piłsudskiego. Nazwa organizacji miała natomiast nawiązywać do rosyjskojęzycznej gazety „Razswet” (ros. Разсвѣтъ⁩⁩, ang. Razsvet), której to właśnie Żabotyński był redaktorem.
We wrześniu 1926 roku organizacja zaczęła wydawać polskojęzyczny miesięcznik pt. „Haszachar”, traktujący o sprawach w Palestynie, ruchu syjonistycznym, wychowaniu. Pojawiały się również teksty przychylne Żabotyńskiemu i idei Legionu Żydowskiego. Czasopismo adresowane było do uczniów i studentów.

### Relacje z rewizjonistami
Zasięg organizacji stopniowo wykraczał poza Warszawę, co wymusiło utworzenie w kwietniu 1925 roku komitetu centralnego, w którego składzie znaleźli się Perelman, dr Natan Kropicki i dr Leon Suchowczycki. Na niekorzyść sprawności działań Haszacharu wpływał fakt, iż w oddziale warszawskim dochodziło do licznych tarć personalnych pomiędzy Perelmanem i pozostałymi działaczami. Jednym z przykładów mogą być oskarżenia wysuwane przez Rappela jakoby Perelman miał być szpiegiem obcego państwa. O znaczeniu ruchu może świadczyć to, iż otrzymał on wsparcie Majera Bałabana oraz Mojżesza Schorra. Również Żabotyński dostrzegł potencjał organizacji, a także zainteresowanie Perelmana swoją osobą. W związku z powolnym rozwojem Ha-Coharu w II Rzeczpospolitej poprosił on Ja’akowa Kahana, żydowskiego poetę, sympatyka rewizjonizmu, aby ten wprowadził do Haszacharu, nawet do jej kierownictwa, ludzi związanych z ruchem rewizjonistycznym w celu zwiększenia zasięgu ruchu w Polsce. W 1925 roku na wykłady do Haszacharu z ramienia Unii Syjonistów Rewizjonistów przybył Ze’ew Tiomkin, a reprezentanci rewizjonistów brali udział w ważnych wydarzeniach organizacji.
26 sierpnia 1926 roku odbył się I ogólnokrajowy zjazd Haszacharu w Warszawie, na którym, poza gośćmi, zjawiło się około 270 uczestników z 70 oddziałów organizacji. Dobrowolnie, bez zaproszenia, pojawił się Kahan, twierdząc, że posiadał wytyczne z paryskiej centrali Ha-Coharu w sprawie wyboru władz Haszacharu i sposobu, w jaki organizacja ta miałaby powiązać się z Unią Syjonistów Rewizjonistów. Wywołało to protest Perelmana, który podkreślił, że jego organizacja jest samodzielna. Zjazd przyjął następujące założenia: zjednoczenie różnych oddziałów pod jedną, scentralizowaną władzą Ha-Szachar (Brit ha-Szomer) (hebr. השחר ברית השומר), członkowie Haszacharu ze względu na swój młody wiek nie mogą należeć do innych organizacji, np. takich jak Ha-Cohar.

### Utrata niezależności
W 1927 roku Żabotyński poprosił Adalberta Bibringa, organizatora organizacji takich jak Żydowski Skaut czy Menora w Stanisławowie, aby zaczął budować wpływy w Haszacharze i podjął działania na rzecz likwidacji niezależności ruchu. Jako pierwszy dowódca Bejtaru w Polsce Bibring rozpoczął organizowanie gniazd Haszacharu w ramach młodzieżówki syjonistów rewizjonistów. O rosnących wpływach rewizjonistów w Haszacharze świadczył fakt, iż podczas II zjazdu tej organizacji w Polsce, w wyniku nacisków samego Żabotyńskiego, wybory na komendanta Haszacharu z Perelmanem wygrał Bibring. Bibring poinformował także, że przywództwo Bejtaru podjęło decyzję o ideologicznym i strukturalnym połączeniu się ruchów młodzieżowych sympatyzujących z rewizjonizmem. Wśród decyzji końcowych pojawiła się decyzja o tym, iż do czasu następnego zjazdu organizacja będzie nosić nazwę Brit Trupeldor (Ha-Szachar), jednak, jak podaje Ben-Jerucham, używano także nazwy Ha-Szachar – Brit Trumpeldor. Po tym wydarzeniu Perelman wycofał się z działalności w organizacji.
W 1929 roku, po I Międzynarodowej Konferencji Bejtaru w Warszawie organizacja Haszachar została w pełni podporządkowana polskiemu Bejtarowi i jego Naczelnemu Komendantowi.